# Pachalik de Roumélie
Au début de l'Empire ottoman, le nom de Roumélie désigne, au sens large, l'ensemble des possessions européennes. Le beylerbeylik de Roumélie, désigné à partir de 1591 comme eyalet de Roumélie, Eyālet-i Rūm-ėli en turc ottoman, ou pachalik de Roumélie, est une des deux grandes divisions territoriales de l'Empire avec le beylerbeylik d'Anatolie qui regroupe les provinces asiatiques. La capitale de la province était Edirne, résidence des sultans jusqu'à la prise de Constantinople en 1453, puis Sofia, puis Monastir (Bitola). Par la suite, elle est divisée en plusieurs unités administratives.

## Histoire

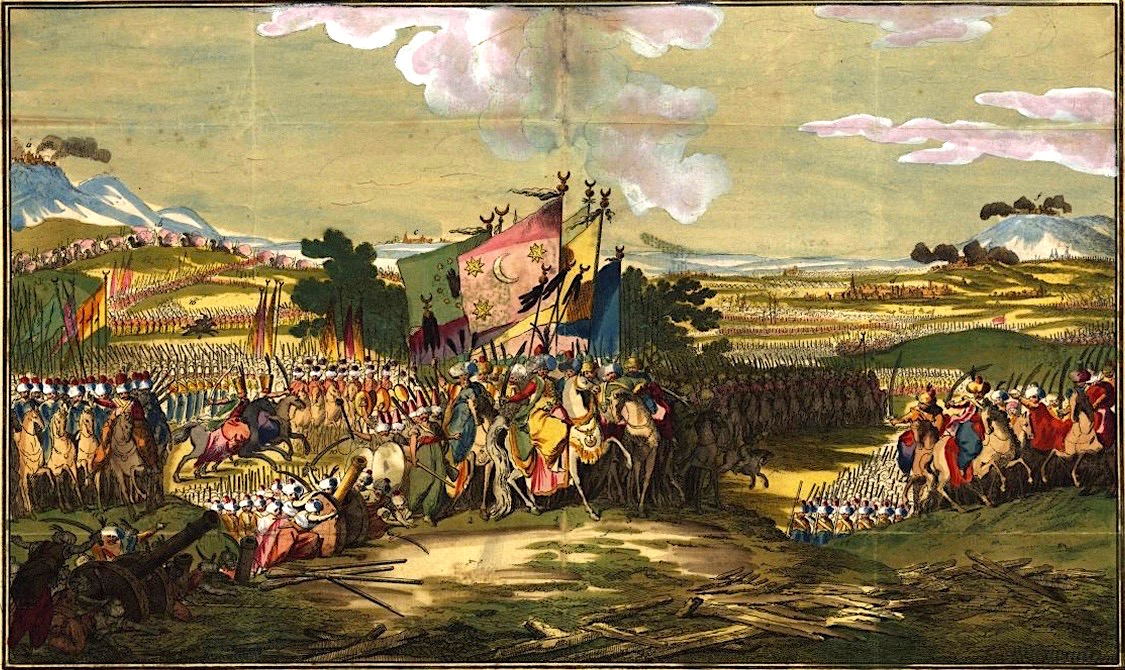
Parade de l'armée ottomane près de Sofia ; les forteresses alentour tirent des coups de canon (gravure allemande, 1788).

La conquête ottomane des Balkans commence sous le règne de Mourad Ier (1362-1389). En 1364, son général Lalaşahin s'empare de la forteresse de Philippopolis (Plovdiv) en Bulgarie et le sultan le nomme comme premier beylerbey de Roumélie (« pays des Romains ») ; les habitants de la ville, chrétiens (grecs, bulgares, valaques) ou juifs (romaniotes) en sont chassés et remplacés par des soldats turcs venus d'Anatolie, dont beaucoup de Yörüks qui reçoivent des lots de terre (timar), selon un système qui va se généraliser aux siècles suivants.
Conformément à la loi islamique, la domination ottomane se marque aussi par le haraç (double-capitation sur les non-musulmans) et par le devchirmé (« ramassage » ou « récolte » : prélèvement des garçons premiers-nés des familles chrétiennes ou juives, destinés à être convertis à l'islam et à servir dans le corps des janissaires - la dernière levée aura lieu en 1637), qui incitent beaucoup de chrétiens et de juifs à devenir musulmans : ce sont les Gorans, les bosniaques et sandjakis, la majorité des Albanais ainsi qu'une partie des Bulgares (les Pomaks), des Valaques (les Moglénites) et des juifs (les dönme).
À partir de la fin du XVIe siècle, l'affaiblissement du pouvoir ottoman se traduit par des révoltes des populations chrétiennes en Macédoine et Bulgarie (Prilep en 1565, Ohrid en 1575, Kyoustendil en 1590, Razgrad en 1595, Veliko Tarnovo en 1598), en Serbie (1594-1595) et en Albanie (1595 et 1601), et par la formation de bandes de hors-la-loi : les haïdouks. Cette agitation locale, aux causes surtout sociales et fiscales, sera interprétée plus tard par les historiens nationalistes des Balkans comme une « résistance plus ou moins nationale ».
Aux XVIe et XVIIe siècles, le système du timar, concession révocable en échange d'un service armé, est progressivement remplacé par le tchiflik, grande propriété héréditaire tenue par un bey qui remplit de moins en moins ses obligations militaires. Ce modèle se diffuse d'abord en Bosnie où la noblesse slave s'était convertie à l'islam ; il se répand ensuite dans d'autres régions comme l'Albanie ottomane au profit d'une élite locale islamisée. L'inégalité sociale entre sujets chrétiens (raya), sujets aux taxes et au devchirmé, et sujets musulmans favorise les conversions. Sous le règne de Mourad IV (1623-1640), le sultan cherche à rétablir le système du timar et pourchasse les sipahis (cavaliers ottomans) qui se dérobent à leur devoir mais ses successeurs ne peuvent empêcher la généralisation du tchiflik.

## Population
L'implantation de Turcs musulmans dans les Balkans commence au XIVe siècle. Elle est surtout sensible en Thrace orientale et dans les régions côtières de la Bulgarie et de la Roumanie actuelles. Des Turcs Yörüks et Koniars (de la région de Konya en Anatolie) s'installent dans les plaines de Macédoine. Vers la fin du XVIe siècle, un cinquième de la population musulmane, descendant des tribus anatoliennes, est nomade ou semi-nomade ; cependant, à cette date, le peuplement musulman s'installe de plus en plus dans les villes. Selon un recensement incomplet de 1520-1530, la population des Balkans comptait environ 19 % de musulmans, Turcs ou convertis, 80 % de chrétiens et 1 % de juifs. La conquête ottomane ne semble pas avoir grandement modifié la répartition des principaux groupes ethniques, Grecs, Albanais et Slaves.

## Subdivisions

### XVIesiècle

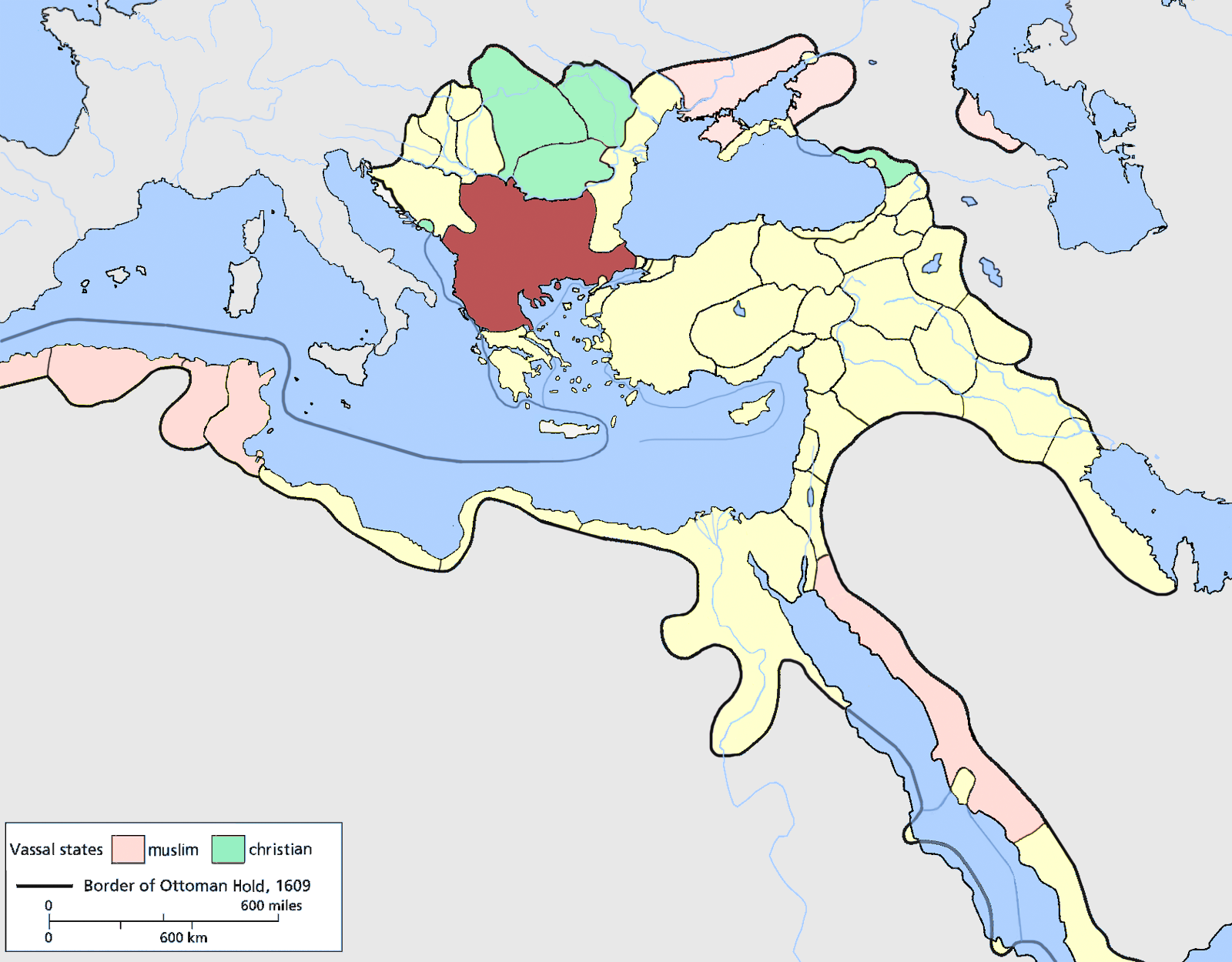
Pachalik de Roumélie dans l'Empire ottoman en 1609

Dans les années 1520, au début du règne de Soliman Ier, les listes administratives énumèrent les sandjaks suivants, par ordre approximatif d'importance :

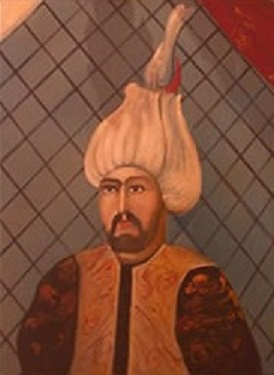
Sokollu Mehmet Pacha, beylerbey de Roumélie de 1551 à 1555, grand vizir de 1565 à 1579

1. Sandjak du pacha, autour de Monastir
2. Sandjak de Bosnie devenu en 1580 le pachalik de Bosnie
3. Sandjak de Morée (Péloponnèse)
4. Sandjak de Smederevo
5. Sandjak de Vidin
6. Sandjak d'Herzégovine
7. Sandjak de Silistra devenu en 1593 le pachalik de Silistra
8. Sandjak d'Ohrid
9. Sandjak de Vlorë ou Berat
10. Sandjak de Shkodër
11. Sandjak de Ioannina devenu en 1670 le centre du pachalik de Ioannina
12. Sandjak de Gelibolu
13. Sandjak de Kyoustendil
14. Sandjak de Sofia
15. Sandjak de Nikopol
16. Sandjak de Naupacte
17. Sandjak de Trikala
18. Sandjak d'Alaca Hișar (Kruševac)
19. Sandjak de Vučitrn
20. Sandjak de Kefe (en Crimée) devenu en 1568 le pachalik de Kefe
21. Sandjak de Prizren
22. Sandjak de Karlieli (actuel nome d'Étolie-Acarnanie)
23. Sandjak d'Eğriboz (Eubée et Grèce centrale)
24. Sandjak d'Orménio
25. Sandjak de Vize
26. Sandjak d'Izvornik (près de Varna)
27. Sandjak de Flórina
28. Sandjak d'Elbasan
29. Sandjakbey des Çingene (Tziganes, Roms)
30. Sandjak de Mytilène
31. Sandjak de Karadağ (Monténégro)
32. Sandjakbey des musulmans de Kirk Kilise
33. Sandjakbey des Voynuks

Certains sandjakbeys (gouverneurs locaux) administrent non pas un territoire, mais des populations nomades ou dispersées à statut spécial comme les Roms, les Voynuks et les Yörüks (Turcs nomades). Selon le voyageur Evliya Çelebi, au XVIIe siècle, il y avait 7 yôrükbegs (gouverneurs des Yörüks) et un agha des Voynuks touchant un revenu plus ou moins proportionné à l'importance de leur charge : le bey des Yörüks de Viza reçoit 2 000 aspres par an, celui des Yörüks de Rodosto 60 000, celui des Yörüks de Yambol 3 470, celui des Yörüks d'Okcheboli 3 494, celui des Yörüks de Koja 4 000, celui des Yörüks de Salonique 41 397, celui des Yörüks de Naldukin 3 500, l'agha des Voynuks 5 052.
Le pachalik de l'Archipel, créé en 1533, rassemble plusieurs régions maritimes d'Anatolie et de la Grèce ottomane (sandjaks de Gelibolu, Mytilène, Eğriboz, Naupacte, Karlieli et Morée).
Le sandjak de Salonique est cité à partir de 1534.
Le pachalik de Budin (Hongrie ottomane), disputé entre les Ottomans et le Saint-Empire romain germanique, est détaché de celui de Roumélie en 1546.

### XVIIIesiècle

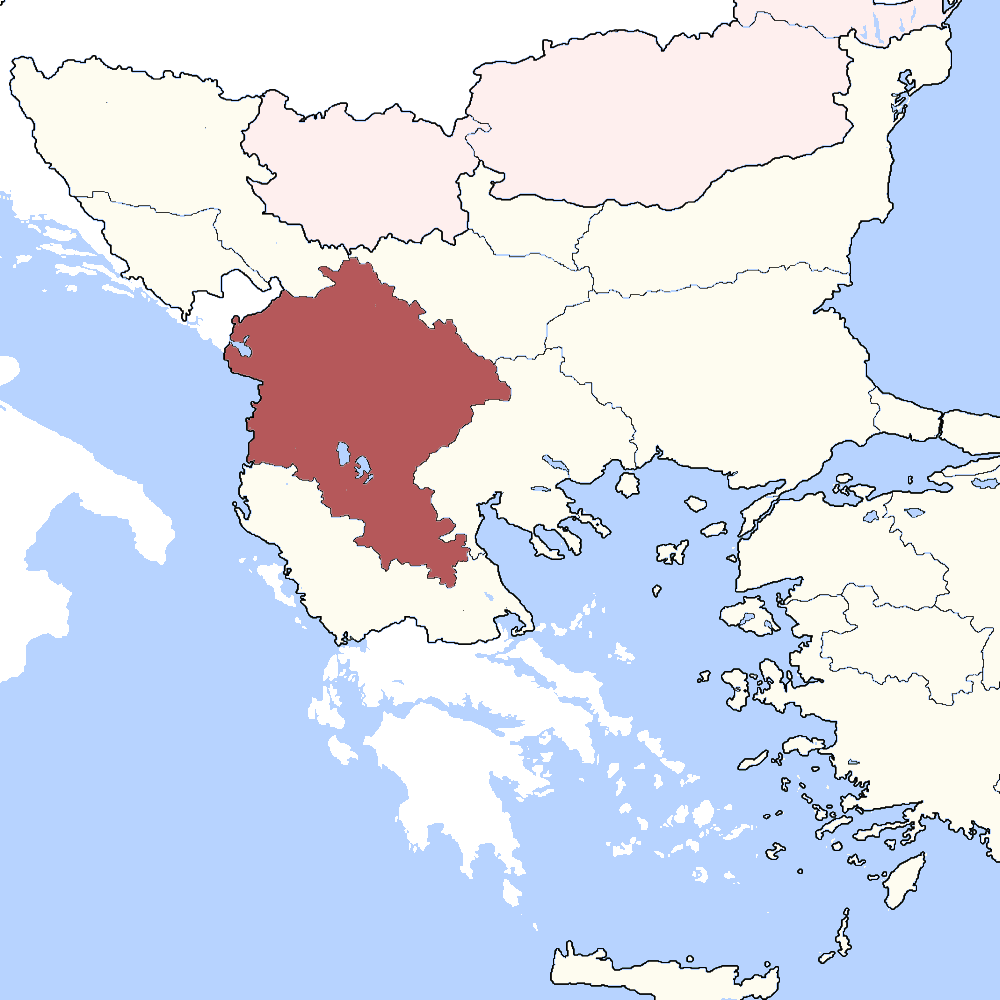
Pachalik de Roumélie dans l'Empire ottoman au milieu du XIXe siècle. En rose les états chrétiens tributaires : Serbie, Valachie et Moldavie.

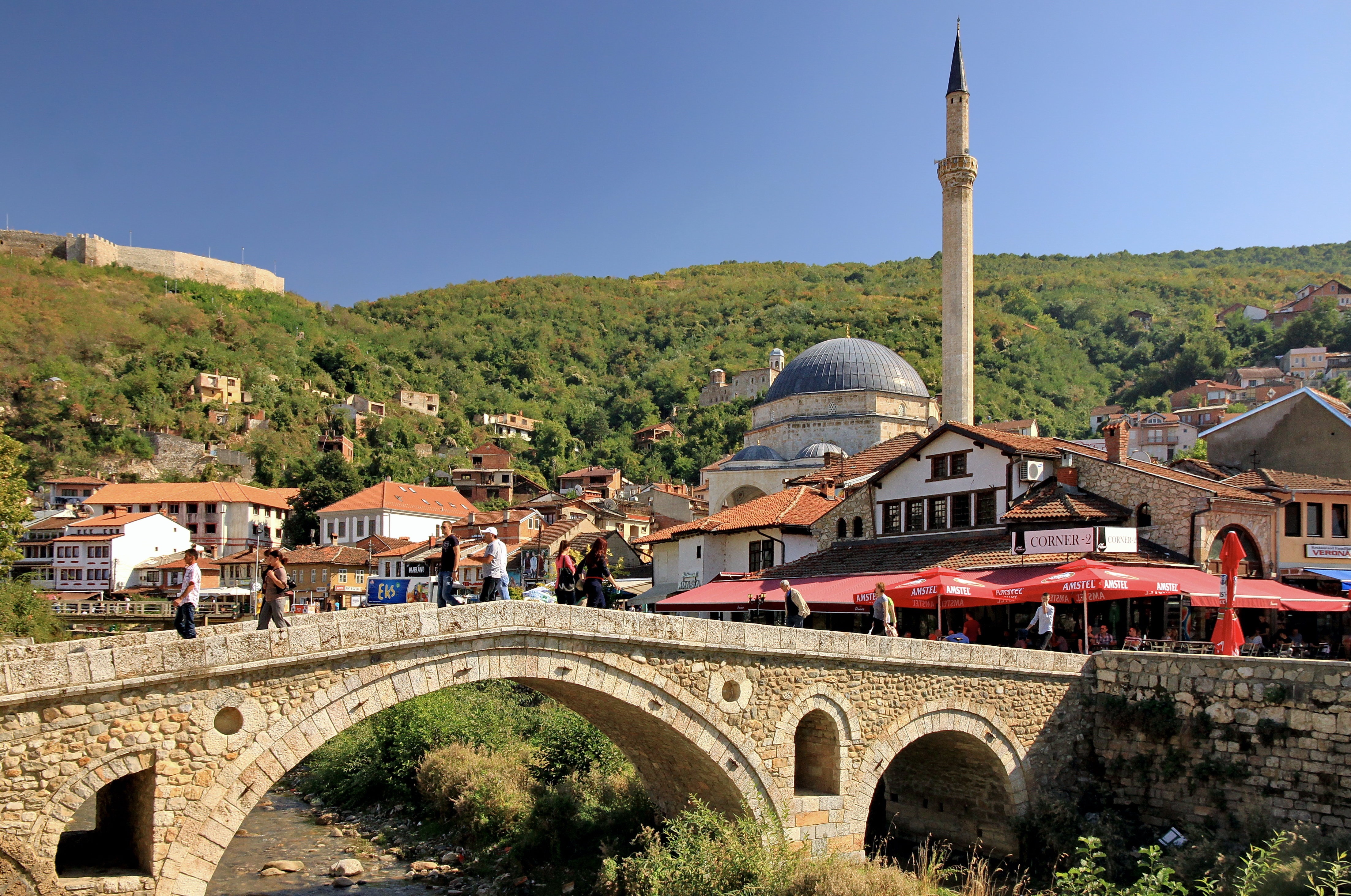
Prizren : le vieux pont ottoman, la mosquée Sinan Pacha et la forteresse (hissar).

Vers 1700-1730, le pachalik comprend les sandjaks suivants :
1. Sandjak du pacha, autour de Monastir
2. Sandjak de Kyoustendil
3. Sandjak de Trikala
4. Sandjak de Ioannina
5. Sandjak de Delvinë puis Gjirokastër
6. Sandjak d'Elbasan
7. Sandjak de Vlorë
8. Sandjak de Shkodër
9. Sandjak d'Ohrid
10. Sandjak d'Alaca Hissar (Kruševac)
11. Sandjak de Salonique
12. Sandjak de Dukagjin
13. Sandjak de Prizren
14. Sandjak de Skopje
15. Sandjak de Vučitrn (Vushtrri )
16. Sandjakbey des Çingene (Tziganes, Roms)
17. Sandjakbey des Voynuks
18. Sandjakbey des Yörüks (Turcs nomades venus d'Anatolie)

Les trois pachaliks albanais (en) accèdent à une certaine autonomie, sous des gouverneurs d'origine locale, de la fin du XVIIIe au début du XIXe siècle. Le nord de l'Albanie forme le pachalik de Shkodër (en) entre 1757 et 1831. La région centrale de l'Albanie, autour de Berat et Vlorë, forme le pachalik de Berat (en) entre 1774 et 1809 avant d'être annexée par Ali Pacha, gouverneur du pachalik de Ioannina depuis 1787.

### XIXesiècle
En 1816, la Sublime Porte reconnaît l'autonomie du sandjak de Smederevo (ou de Belgrade) qui devient la principauté de Serbie.
En 1826, ce qui reste de la province est partagé en trois :
1. Pachalik de Roumélie (réduit à la région de Monastir)
2. Pachalik d'Andrinople (Edirne)
3. Pachalik de Salonique

En 1846, le pachalik de Niš (incluant Sofia) et celui de Vidin sont détachés de la Roumélie. En 1867, une nouvelle réforme administrative met fin au pachalik de Roumélie et remplace les eyalets par des vilayets :
1. Vilayet de Monastir
2. Vilayet de Prizren (plus tard vilayet du Kosovo)
3. Vilayet de Shkodra

### Sources et bibliographie
- (en) Cet article est partiellement ou en totalité issu de l’article de Wikipédia en anglais intitulé « Rumelia Eyalet » (voir la liste des auteurs) dans sa version du 27 septembre 2016.
- Georges Castellan, Histoire des Balkans, Fayard, 1991
- Robert Mantran (dir.), Histoire de l'Empire ottoman, Fayard, 1989